# Stimmkreis Rosenheim-Ost
Der Stimmkreis Rosenheim-Ost (Stimmkreis 127 seit der Landtagswahl 2018) ist ein Stimmkreis in Oberbayern. Er umfasst die kreisfreie Stadt Rosenheim sowie die Gemeinden Amerang, Aschau i.Chiemgau, Bad Endorf, Bernau a.Chiemsee, Breitbrunn a.Chiemsee, Chiemsee, Eggstätt, Eiselfing, Frasdorf, Griesstätt, Gstadt a.Chiemsee, Halfing, Höslwang, Prien a.Chiemsee, Prutting, Riedering, Rimsting, Rohrdorf, Samerberg, Schonstett, Söchtenau, Stephanskirchen und Vogtareuth des Landkreises Rosenheim.

## Landtagswahl 2023
Zur Landtagswahl 2023 traten folgende Parteien und Direktkandidaten im Stimmkreis Rosenheim-Ost an und erzielten folgende Ergebnisse:
| Nr. | Direktkandidat   | Partei           | Erststimmen in % | Gesamtstimmen in % |
| --- | ---------------- | ---------------- | ---------------- | ------------------ |
| 1   | Daniel Artmann   | CSU              | 34,0             | 35,3               |
| 2   | Valentin Weigel  | GRÜNE            | 15,9             | 15,8               |
| 3   | Gerhard Schloots | Freie Wähler     | 18,3             | 17,5               |
| 4   | Andreas Winhart  | AfD              | 12,9             | 12,8               |
| 5   | Thomas Frank     | SPD              | 6,3              | 6,3                |
| 6   | Jörg Buse        | FDP              | 3,5              | 3,5                |
| 7   | Sabine Rechmann  | LINKE            | 1,5              | 1,4                |
| 8   | Helmut Freund    | BP               | 2,1              | 1,8                |
| 9   | Josef Fortner    | ÖDP              | 1,8              | 1,7                |
| 10  | Christian Unger  | Die PARTEI       | 0,9              | 0,8                |
| 11  | Andrea Povolny   | Tierschutzpartei | 1,2              | 1,1                |
| 12  | Janina Bierwirth | V-Partei³        | 0,2              | 0,2                |
| 13  | -                | PdH              | -                | 0,1                |
| 14  | Veronika Herwegh | dieBasis         | 1,4              | 1,4                |
| 15  | -                | Volt             | -                | 0,3                |

## Landtagswahl 2018
Im Stimmkreis waren insgesamt 111.367 Einwohner wahlberechtigt. Die Landtagswahl am 14. Oktober 2018 hatte folgendes Ergebnis:
| Direktkandidat        | Partei               | Erststimmen in % | Gesamtstimmen in % | Veränderung der Gesamtstimmen im Vergleich zur Landtagswahl 2013 in % |
| --------------------- | -------------------- | ---------------- | ------------------ | --------------------------------------------------------------------- |
| Klaus Stöttner        | CSU                  | 35,4             | 37,1               | - 15,2                                                                |
| Britta Promann        | SPD                  | 6,0              | 6,3                | − 9,1                                                                 |
| Mary Fischer          | Freie Wähler         | 12,2             | 11,4               | + 3,4                                                                 |
| Leonhard Hinterholzer | GRÜNE                | 20,0             | 19,5               | + 9,9                                                                 |
| Martin Hagen          | FDP                  | 5,4              | 5,2                | + 2,7                                                                 |
| Klaus Weber-Teuber    | LINKE                | 2,6              | 2,5                | + 1,1                                                                 |
| Helmut Freund         | BP                   | 4,4              | 4,0                | + 0,2                                                                 |
| Josef Fortner         | ÖDP                  | 1,9              | 1,7                | - 0,9                                                                 |
| Hartmut Ernst         | PIRATEN              | 0,6              | 0,5                | - 1,5                                                                 |
| Andreas Winhart       | AfD                  | 10,1             | 10,0               | + 10,0                                                                |
| -                     | LKR                  | -                | 0,0                | + 0,0                                                                 |
| Marie-Luise Kunst     | mut                  | 0,6              | 0,6                | + 0,6                                                                 |
| -                     | Die Humanisten       | -                | 0,1                | + 0,1                                                                 |
| Ricarda Krüger        | Die Partei           | 0,9              | 0,7                | + 0,7                                                                 |
| -                     | Gesundheitsforschung | -                | 0,1                | + 0,1                                                                 |
| -                     | Tierschutzpartei     | -                | 0,4                | + 0,4                                                                 |
| -                     | V-Partei³            | -                | 0,1                | + 0,1                                                                 |

Neben dem direkt gewählten Stimmkreisabgeordneten Klaus Stöttner (CSU), der den Stimmkreis seit 2003 im Landtag vertritt, wurden der FDP-Direktkandidat Martin Hagen und der AfD-Direktkandidat Andreas Winhart über die jeweiligen Bezirkslisten ihrer Parteien in das Parlament gewählt.

## Landtagswahl 2013
Wahlberechtigt waren bei der Landtagswahl vom 15. September 2013 insgesamt 109.745 Einwohner. Die Wahl hatte im Stimmkreis Rosenheim-Ost folgendes Ergebnis:
| Direktkandidat      | Partei       | Erststimmen in % | Gesamtstimmen in % | +/- Gesamtstimmen ggü. 2008 in %-P. |
| ------------------- | ------------ | ---------------- | ------------------ | ----------------------------------- |
| Klaus Stöttner      | CSU          | 50,0             | 52,3               | + 8,1                               |
| Manfred Bischoff    | SPD          | 12,8             | 15,4               | + 1,5                               |
| Peter Aicher        | Freie Wähler | 10,4             | 8,0                | + 0,6                               |
| Claudia Stamm       | GRÜNE        | 10,9             | 9,6                | - 4,3                               |
| Jürgen Koch         | FDP          | 2,6              | 2,9                | - 5,5                               |
| Josef Obermeier     | LINKE        | 1,6              | 1,4                | - 1,7                               |
| Sebastian Hamberger | ÖDP          | 2,9              | 2,6                | + 0,1                               |
| Rudolf Hötzel       | REP          | 2,1              | 1,9                | - 1,1                               |
| Helmut-Josef Freund | BP           | 4,4              | 3,8                | + 1,2                               |
| -                   | BüSo         | -                | 0,0                | - 0,1                               |
| -                   | Die Freiheit | -                | 0,1                | n.k.                                |
| Andreas Stürzl      | PIRATEN      | 2,3              | 2,0                | n.k.                                |

## Landtagswahl 2008
Die Landtagswahl 2008 hatte folgendes Ergebnis:
| Direktkandidat       | Partei       | Erststimmen in % | Gesamtstimmen in % | Veränderung der Gesamtstimmen im Vergleich zur Landtagswahl 2003 in % |
| -------------------- | ------------ | ---------------- | ------------------ | --------------------------------------------------------------------- |
| Klaus Stöttner       | CSU          | 44,9             | 44,2               | - 21,2                                                                |
| Roland Schmidt       | SPD          | 12,5             | 13,9               | - 1,8                                                                 |
| Barbara Rütting      | GRÜNE        | 13,3             | 13,9               | + 5,9                                                                 |
| Matthias Ferwanger   | Freie Wähler | 8,2              | 7,4                | + 5,5                                                                 |
| Florian Rosa         | FDP          | 8,3              | 8,4                | + 6,3                                                                 |
| Rudolf Hötzel        | REP          | 3,0              | 2,9                | 0,0                                                                   |
| Sebastian Hamberger  | ödp          | 2,9              | 2,5                | - 0,1                                                                 |
| Andreas Gruber       | BP           | 2,6              | 2,6                | + 1,5                                                                 |
| -                    | BüSo         | -                | 0,1                | - 0,2                                                                 |
| Helmut Wanger        | LINKE        | 3,3              | 3,2                | + 3,2                                                                 |
| Karin Frank-Kowalski | VIOLETTE     | 0,4              | 0,4                | + 0,4                                                                 |
| Sabrina Tänzer       | NPD          | 0,6              | 0,6                | + 0,6                                                                 |